# Fortuna vitrea est; tum cum splendit, frangitur
Fortuna  vitrea est; tum cum splendet, frangitur che tradotta risulta essere: "La fortuna è come il vetro, così come può splendere, così può frangersi."
Trattasi di una locuzione latina, lasciataci da uno dei più famosi autori di mimo, Publilio Siro, I secolo a.C., nelle sue Sententiae, (raccolta di circa 700 massime e sentenze morali), tratte dai suoi mimi.